# Mr. Smith (album)
Pour les articles homonymes, voir Mr. Smith.
Albums de LL Cool J
14 Shots to the Dome
(1993) All World: Greatest Hits
(1996)
Singles
1. Hey Lover
Sortie : 31 octobre 1995
2. I Shot Ya
Sortie : 21 novembre 1995
3. Doin' It
Sortie : 20 janvier 1996
4. Loungin
Sortie : 25 juin 1996

Mr. Smith est le sixième album studio de LL Cool J, sorti le 21 novembre 1995.
L'album s'est classé 4e au Top R&B/Hip-Hop Albums et 20e au Billboard 200.

## Liste des titres
| No  | Titre                                                                                                 | Contient un (des) sample(s) de | Durée |
| --- | --- | --- | ----- |
| 1.  | The Intro (intermède)                                                                                 | The Good, the Bad, and the Ugly (Main Title) d'Ennio Morricone | 1:33  |
| 2.  | Make It Hot (Produit par Trackmasters)                                                                | I Like It de DeBarge All Night Long des Mary Jane Girls Just Rhymin' With Biz de Big Daddy Kane featuring Biz Markie Back to the Hip Hop des Troubleneck Brothers                   | 4:31  |
| 3.  | Hip Hop (Produit par Trackmasters)                                                                    | Tell Me if You Still Care du S.O.S. Band The Bridge de MC Shan | 5:00  |
| 4.  | Hey Lover (featuring Boyz II Men – Produit par Trackmasters)                                          | The Lady in My Life de Michael Jackson All Night Long des Mary Jane Girls | 4:44  |
| 5.  | Doin' It (featuring LeShaun – Produit par Rashad Smith)                                               | Wild Thang de 2 Much Go Stetsa I de Stetsasonic My Prerogative de Bobby Brown | 4:53  |
| 6.  | Life As... (Produit par Easy Mo Bee)                                                                  | | 2:44  |
| 7.  | I Shot Ya (featuring Keith Murray – Produit par Trackmasters)                                         | Put It on the Line de Lyn Collins | 3:51  |
| 8.  | Mr. Smith (Produit par Chyskillz)                                                                     | What a Night d'Hubert Laws The Boss de James Brown | 3:59  |
| 9.  | No Airplay (Produit par Chad Elliot)                                                                  | The Boomin' System de LL Cool J Flava in Ya Ear (Remix) de Craig Mack et The Notorious B.I.G. featuring Rampage, LL Cool J et Busta Rhymes                                          | 5:43  |
| 10. | Loungin (featuring Terri & Monica – Produit par Rashad Smith)                                         | | 4:12  |
| 11. | Hollis to Hollywood (Produit par Trackmasters)                                                        | The Look of Love d'Isaac Hayes Flava in Ya Ear (Remix) de Craig Mack et The Notorious B.I.G. featuring Rampage, LL Cool J et Busta Rhymes My Philosophy des Boogie Down Productions | 3:58  |
| 12. | God Bless (Produit par Rashad Smith)                                                                  | The Message from the Soul Sisters de Vicki Anderson Escape-Ism de James Brown | 3:47  |
| 13. | Get Da Drop On 'Em' (Produit par Trackmasters)                                                        | | 3:57  |
| 14. | Prelude (intermède)                                                                                   | | 0:30  |
| 15. | I Shot Ya (Remix) (featuring Keith Murray, Prodigy, Fat Joe et Foxy Brown – Produit par Trackmasters) | | 5:03  |